# Hauen

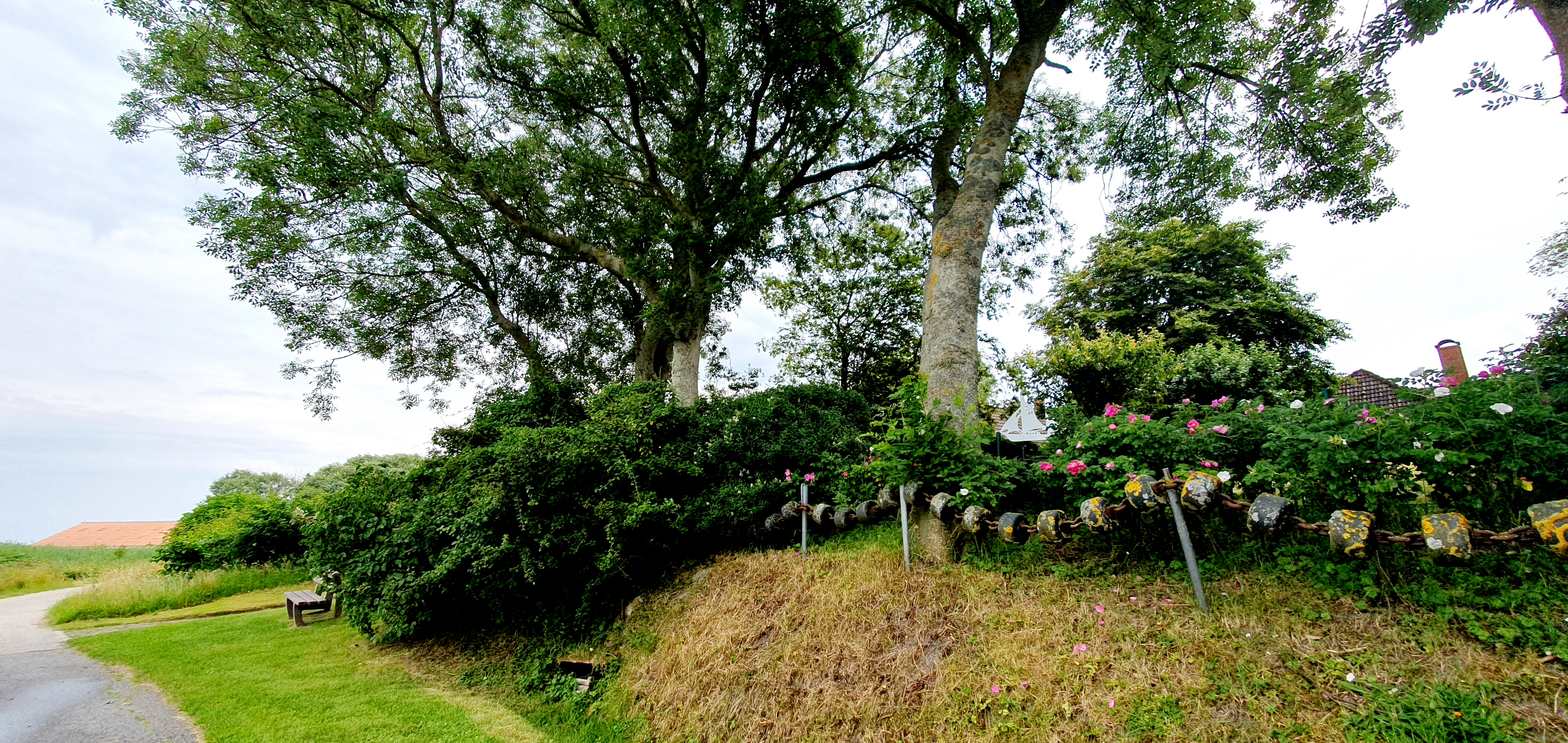
Das Dorf Hauen bei Greetsiel, Gemeinde Krummhörn, Hauener Ring

Hauen ist eine Ortslage in der ostfriesischen Gemeinde Krummhörn im Landkreis Aurich in Niedersachsen. Der Ort wurde 1585 erstmals als „Hauwinge“ erwähnt. Der Name wird als Zusammensetzung des Rufnamens Haue oder Hauwo mit dem Kollektivsuffix -ing gedeutet. Hauen hatte 1848 99 Einwohner, die sich auf 19 Wohngebäude verteilten.  Bis zur Gründung der Gemeinde Krummhörn war Hauen ein Ortsteil der bis dahin selbständigen Gemeinde Greetsiel.
Unmittelbar am Ort führt eine Landesstraße vorbei, die von der Stadt Norden über Greetsiel, Hauen und Pilsum kommt und zu weiteren Straßen nach Emden oder Pewsum führt. Nahe der Ortschaft gab es bis zur Stilllegung im Mai 1963 einen Haltepunkt an der Kreisbahn Emden–Pewsum–Greetsiel.
Hauen liegt am Rande des Nationalparks Niedersächsisches Wattenmeer nahe der Leybucht. Der Pilsumer Leuchtturm befindet sich knapp zwei Kilometer westlich.